# Okres Suchumi
Okres Suchumi je nižší územně-správní celek Abcházie, uznávaný jak abchazskou separatistickou vládou, tak centrální gruzínskou vládou v Tbilisi. Na západě sousedí s Okresem Gudauta a na východě s Okresem Gulripš. Na severní straně sousedí s Ruskem a z jihu je omýván Černým mořem. Okresním městem je Suchumi, které je zároveň hlavním městem celé Abcházie.

## Seznam představitelů okresu Suchumi
V čele okresní rady stáli:
| Pořadí      | Jméno            | Od                | Do                |
| 1.          | Lev Avidzba      | říjen 1993        | 2. dubna 2003     |
| 2.          | Zurab Agumava    | 2. dubna 2003     | 2006              |
| 3.          | Vladimir Avidzba | 2006              | 12. června 2012   |
| 4.          | Žužuna Bigvavová | 12. června 2012   | 28. října 2014    |
| 5.          | Beslan Avidzba   | 28. října 2014    | 14. července 2017 |
| 6.          | Valerij Smyr     | 14. července 2017 | 23. března 2020   |
| (úřadující) | Alchas Čitanava  | 24. března 2020   | dosud             |

## Demografie
V okresu žije podle sčítání lidu v roce 2011 celkem 74 445 obyvatel, z toho 62 914 obyvatel žije přímo v Suchumi. Před vypuknutím války mezi Gruzií a Abcházií v roce 1992 zde žilo 158 666 obyvatel, z nichž většina byli Gruzínci. Během války většina gruzínského obyvatelstva emigrovala nebo byla zabita v rámci etnických čistek. Dnes Abcházci tvoří většinu obyvatel, ale drtivá většina žije přímo v Suchumi, kde tvoří 67,3 % obyvatelstva. Naopak ve zbytku regionu tvoří pouhých 30,4 % a jsou zde až druhou největší etnickou skupinou po Arménech, kterých je zde 56,1 %.
| Rok  | Počet obyvatel | z toho %  | z toho % | z toho % | z toho % | z toho % | z toho %  |
| ---- | -------------- | --------- | -------- | -------- | -------- | -------- | --------- |
| Rok  | Počet obyvatel | Abchazové | Arméni   | Gruzíni  | Rusové   | Řekové   | Ukrajinci |
| 1989 | 158 666        | 10,6      | 15,0     | 42,2     | 18,0     | 7,2      | 2,8       |
| 2003 | 55 463         | 49,6      | 23,0     | 3,7      | 17,6     | 1,5      | 1,4       |
| 2011 | 74 445         | 61,5      | 17,0     | 2,6      | 13,6     | 1,0      | 1,0       |

## Seznam měst a obcí

### Města
- Suchumi

### Obecní centra
- Akapa
- Baslata
- Dzychuta
- Ešera
- Guma
- Gumista
- Horní Ešera
- Jaštchva
- Pschu